# Leo (film 2023 Marianetti, Smigel e Wachtenheim)
Leo è un film d'animazione del 2023 diretto da Robert Marianetti, Robert Smigel e David Wachtenheim, il secondo è anche sceneggiatore insieme a Adam Sandler e Paul Sado.

## Trama
Il tuatara Leonardo, soprannominato "Leo", e la tartaruga scatola della Florida Squirtle vivono da decenni nel terrario di una quinta elementare in Florida. Nel settembre 2023 inizia un nuovo anno e i due animali, mascotte della classe, fanno conoscenza con i nuovi alunni della 5^ C, intuendone subito l'indole e le contraddizioni, data la loro grande esperienza. Durante una riunione, dopo aver sentito un genitore dire che le lucertole della sua specie vivono circa settantacinque anni, Leo ricorda di essere stato portato in quella classe da neonato, nel 1949, perciò si rende conto di averne ormai settantaquattro e di aver sprecato la propria vita. Nel frattempo la classe sta affrontando un momento di confusione poiché la maestra Salinas, bravissima ed amata dagli studenti, aspetta un bambino e deve assentarsi per il periodo di maternità, così viene rimpiazzata della nuova supplente, l'anziana maestra Malkin, un'insegnante severa, all'antica e per nulla empatica. Scoppia quindi il malcontento sia fra gli studenti che fra i genitori, preoccupati che l'ultimo anno di elementari si concluda nel peggiore dei modi a causa di questa sostituzione. La maestra Malkin, refrattaria alle critiche, impone ai ragazzi i suoi metodi, facendoli studiare su pesanti volumi anziché sui PC portatili e reintroducendo una vecchia regola: ogni venerdì, a turno, un bambino dovrà portare a casa uno dei due animali e accudirlo durante il fine settimana, per dimostrare di essere responsabile. Leo intravede in questo la possibilità di lasciare la scuola e fuggire per godersi il tempo che gli rimane. 
La loquacissima Summer si offre di tenere Leo per il weekend: appena viene lasciato solo, la lucertola ne approfitta per scappare dalla sua gabbia ma non essendo più molto agile e fuori allenamento, non riesce a farcela prima che la bambina torni in camera. Colto sul fatto, Leo si lascia scappare qualche parola, cosí Summer scopre che la lucertola è in grado di parlare. Leo spaventato cerca di spiegarle che può parlare solo con lei e si fa promettere di non rivelare il segreto a nessuno, temendo che se si scoprisse lui finirebbe i suoi giorni in un laboratorio, e ascolta le ansie della bambina, consapevole di essere troppo chiacchierona e che ciò allontana le altre persone. Di ritorno a scuola, Summer comincia finalmente a farsi degli amici grazie ai consigli di Leo. La settimana seguente Leo viene portato a casa da Eli, un bambino timido a cui i genitori ipocondriaci ed iperprotettivi tarpano continuamente le ali, facendolo seguire costantemente da un sofisticato Drone che fa tutto al posto suo e lo controlla, ma senza lasciargli privacy e finendo per allontanare i suoi amici. Anche a casa di Eli Leo si fa scoprire mentre parla: dopo aver fatto promettere al bambino di mantenere il segreto, la lucertola lo conforta e gli dà consigli su come gestire i genitori e convincere il drone a lasciargli più spazio in modo da godersi la sua infanzia. 
Lo stesso succede il weekend successivo, quando Leo trascorre il fine settimana con l'altezzosa Jade e la convince ad essere meno snob e invitare tutti i compagni di classe alla sua festa di compleanno. Dopo aver convinto la bambina a liberare tutti gli animali esotici alla festa, Leo tenta nuovamente la fuga, ma quando si rende conto che i bambini hanno bisogno di lui decide di rimanere. Settimana dopo settimana, Leo passa del tempo con tutti i bambini della classe, dispensando consigli e rendendoseli amici.
Capendo quanto i bambini vogliano passare il weekend con Leo, la maestra sfrutta il fatto per spronare la classe a raggiungere risultati eccellenti. Invidioso della popolarità di Leo, Squirtle lo filma mentre risponde al telefono con diversi bambini e manda il video a tutta la classe: i bambini si sentono feriti, dato che ognuno di loro credeva di essere unico e speciale tanto da essere in grado di parlare con la lucertola. Dopo aver scoperto che Leo può parlare, la supplente confronta la lucertola, svelando le sue frustrazioni umane e professionale; Leo la rincuora e la consiglia, spronandola ad essere un insegnante migliore.
Il giorno dopo la classe ottiene un grande successo alla fiera di storia: i bambini vincono il primo premio e la Malkin il premio alla migliore insegnante. Visto che le viene attribuito il merito del lavoro di Leo, la maestra Malkin decide di liberarsi della lucertola affinché la verità non venga mai alla luce e la abbandona al parco nazionale delle Everglades dopo averle detto che i bambini hanno perso. Il giorno dopo la maestra legge in classe una lettera scritta di suo pugno in cui Leo annuncerebbe di aver lasciato la scuola per vedere il mondo e chiede ancora una volta il loro silenzio sull'accaduto.
Mentre i bambini vanno in gita premio, Squirtle confronta la maestra, accusandola pubblicamente davanti alla classe del rapimento di Leo. La maestra confessa il misfatto e dirotta la gita ad Everglades per riprendere Leo. Intanto la lucertola fatica ad abituarsi al nuovo habitat finché non incontra gli animali che aveva salvato alla festa. Qui Leo scopre che le lucertole della sua specie vivono per oltre un secolo e che quindi la sua morte non è affatto imminente. I bambini e la maestra arrivano appena in tempo per salvare Leo e Squirtle dagli alligatori. Dopo essersi riappacificato con i bambini, Leo torna in classe, dove la maestra Malkin ha finalmente lasciato da parte i suoi metodi severi a favore di una pedagogia più umana. A fine anno i bambini finiscono le scuole elementari e si accingono ad andare alle medie, dicendo addio a Leo, che li invita a trovare qualcuno con cui condividere problemi e difficoltà. La maestra Malkin diventa insegnante di ruolo alla scuola materna e porta Squirtle e Leo con sé.

## Produzione
Nel maggio 2016, Adam Sandler ha rivelato che avrebbe prodotto (sotto la Happy Madison Productions), scritto e recitato in un film d'animazione. Leo è stato animato dallo studio australiano Animal Logic . La colonna sonora è stata composta da Geoff Zanelli.

## Promozione
Il primo teaser trailer del film è stato distribuito il 23 agosto 2023. Il trailer del film è stato pubblicato il 12 ottobre 2023. Il 9 novembre è stata pubblicata una breve clip del film.

## Distribuzione
Il film è stato pubblicato sulla piattaforma di streaming Netflix il 21 novembre 2023.

## Accoglienza

### Critica
Il film ha ricevuto recensioni molto positive da parte della critica e del pubblico, ne è stata soprattutto apprezzata la sceneggiatura e lo stile grafico dell'animazione. Su Rotten Tomatoes ha un indice di gradimento del 84% basato su 73 recensioni.